# Asira al-Kiblijja
Asira al-Kiblijja (arab. ‏عصيرة القبلية‎, ʿAṣīra al-Qibliyya) – wieś w Palestynie, w muhafazie Nablus. Według danych szacunkowych Palestyńskiego Centralnego Biura Statystycznego w 2016 roku miejscowość liczyła 2871 mieszkańców.